# Torneo de Berlín 1997
El German Open 1997 fue un torneo de tenis femenino, disputado del 12 al 18 de mayo de 1997. Fue un evento de categoría Tier I que se jugó en canchas de polvo de ladrillo como preparativo para el segundo Grand Slam del año, Roland Garros. Fue la 82.ª edición del torneo y tuvo lugar en el Rot-Weiss Tennis Club en la capital alemana, Berlín.

## Campeonas

### Individual femenino
Mary Joe Fernández venció a  Mary Pierce por 6–4, 6–2

### Dobles femenino
Lindsay Davenport /  Jana Novotná vencieron a  Gigi Fernández /  Natasha Zvereva por 6–2, 3-6, 6-2